# Jules Mellet
Pour les articles homonymes, voir Mellet (homonymie).
Jules Marie Mellet (23 novembre 1846, Rennes – 17 mai 1917, Abbaye Notre-Dame de Quarr), est un architecte rennais, fils de Jacques Mellet et frère d'Henri Mellet, également architectes.

## Biographie
Passé par le lycée Saint-Vincent de Rennes, après des études à l'École des Beaux-Arts de Paris (promotion 1868) et avoir participé à la guerre de 1870, Jules Mellet revient à Rennes en 1874. En 1876, il reprend le cabinet d'architecte familial au décès de son père. Menant à terme dans un premier temps un certain nombre de projets entrepris par Jacques Mellet, il collabore ensuite avec son frère cadet Henri à l'édification d'églises néo-romanes d'inspiration saintongeaise et poitevine en Ille-et-Vilaine.
Il entre chez les bénédictins à l’abbaye Saint-Pierre de Solesmes en 1884. Il y fait profession monastique le 3 mai 1886. Auteur de l'aile sur Sarthe, Dom Mellet décède en 1917 à l'abbaye de Quarr dans l'île de Wight, au cours de l'exil de la communauté de Solesmes consécutif à l'adoption de la loi sur les associations du 1er juillet 1901 qui conduit à l'expulsion des congrégations religieuses en France.

« L’Abbé de Solesmes […] avait, parmi ses moines, un architecte de talent ; il le chargea de construire les nouveaux bâtiments du monastère et Dom Mellet a taillé dans le granit un monument admirable de simplesse et de force, la seule œuvre d’architecture monastique qui ait été créée dans notre temps. »

— Joris-Karl Huysmans, L'Oblat, 1903, chapitre III, p. 62

## Œuvres
Seul :

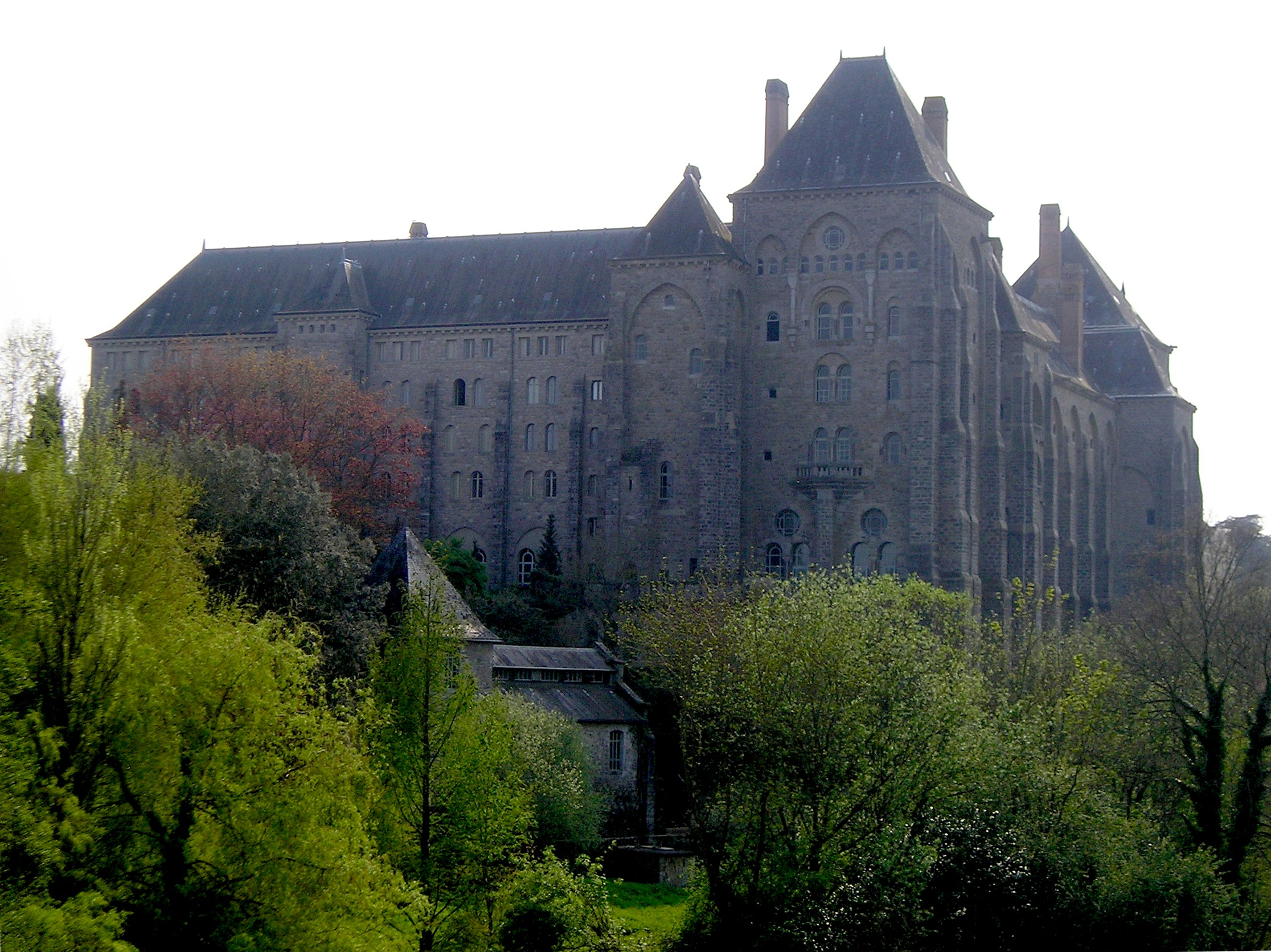
L'abbaye Saint-Pierre de Solesmes.

- clocher de l'église Saint-Symphorien de Dingé (1883), le corps de l'édifice ayant été construit de 1869 à 1873 par son père Jacques[5],
- château des Aubiers, à Hillion, entrepris par son père Jacques[6],
- abbaye de Solesmes, extension des bâtiments[7].

Avec son frère, Henri :
- église Saint-Martin de Janzé[8],
- église Saint-Pierre de Melesse[9],
- massif occidental de l'église Saint-Louis-Marie-Grignion-de-Montfort à Montfort-sur-Meu[10], le corps de l'édifice ayant été érigé par Charles Langlois,
- clocher de l'église Saint-Pierre de Mordelles (1878-1881), achevant l'œuvre entreprise par leur père,
- château du Bois-Cornillé du Val-d'Izé[11],[12].